# 고문정치
고문정치(顧問政治)란, 고문을 통해 간접통치하는 통치유형을 말한다.
1904년 8월 22일, 대한제국과 일본 제국은 제1차 한일 협약을 체결했다. 일본 제국은 대한제국 정부의 각부처에 일본인, 친일성향 외국인 고문을 임명하여, 이들 고문관들이 대한제국에 내정간섭을 하는 방식으로, 간접통치를 했다.

## 배경
1904년 2월 8일, 러일 전쟁이 발발하자, 대한제국 정부는 중립선언을 하게 된다. 그러나, 러일전쟁을 도발한 일본 제국은 대한제국의 중립을 무시하고 한일의정서에 강제 체결토록 하였다. 5월에는 일제가 한일의정서를 기반해서 세부적인 대한제국 경영 방안을 작성하고, 일본 각의의 결정을 거쳐 실행에 들어갔는데, 이것이 대한시설강령 문서다. 이로 통해 한반도내에 군사 제반시설이나 용도는 일제에 내주게 되어 러일 전쟁에 동원되었기 때문에 중립을 지키지 못하였다.

## 제1차 한일협약
한일의정서와 대한시설강령은, 향후 대한제국을 완전한 식민지로 만들기 위한 목적을 이뤄내는 기반이 되었다. 또한, 러일전쟁중 일본제국은 철도,군사기지 등 수많은 토지를 강탈하였으며, 곳곳의 지역주민들을 강제노역에 동원하여 착취하였다. 더불어, 일제는 종래 대한제국과 러시아 제국 사이에 체결된 모든 조약을 파기 선언하도록 대한제국 정부에 압력을 가했으며, 내정개혁이라는 명목으로 일본의 정치적 세력확대를 강구하였다.
이해 8월 10일 러일전쟁이 종식된 후 8월 22일에는 외부대신 서리였던 윤치호와 당시 주한 일본공사로 있던 하야시 곤스케(林權助) 사이에서  '한일 외국인고문 용빙에 관한 협정서' 제1차 한일협약안이 체결되었는데, 여기에는 대한제국 정부가 재정과 외교부문에 일본제국이 추천하는 외국인 고문을 채용해야 한다는 것이 포함돼 있었다.

## 고문정치기
대한제국 정부는 이들 고문관들과 협의를 거친 후에야 관계사항을 처리할 수 있었으며, 이들 고문관들의 권한은 대한제국 정부 정책에 임의로 변경할 수 없었다. 이에 일본제국은 제1차 한일 협약서에 명시된 재정고문,외교고문 이외에도 대한제국 정부의 자진 초청이라는 형식을 빌려 군사,경찰,궁내부,학부의 제반, 행정등 분야에 자국 일본인들을 파견하여 감시하고 감독을 강화하였다.
재정고문으로 파견된 자는 당시 일본제국 대장성 수세국장으로 근무하던 메가타 다네타로(目賀田種太郞)였는데, 그는 부임 직후 재정,화폐개혁을 단행하여 그것을 기반으로 한국경제를 식민지구조로 변화시켜나갔다.(화폐정리사업)
외교고문으로는 친일 미국인 더럼 스티븐스가 파견되었고, 군사고문으로는 주한 일본공사관 부무관으로 근무하던 노즈 진부(野津鎭武), 경무고문에는 일본 경시청 경시로 근무하던 마루야마 시게토시(丸山重俊), 궁내부고문에 가토 마스오(加藤增雄), 학부고문에는 동경고등사범학교 교수로 재직 중이었던 시데하라(幣原坦)등 각각 여러분야에 일본제국이 이들을 추천 임명하게 했는데, 경무고문 이하의 4명은 원래 협약에도 없는 것을 강제로 임명하게 했다. 이들 고문관들은 일본제국으로부터 파견되어 대한제국 내정에 간섭하였다. 이들 고문관들과 함께 보조관이라는 명목으로 10~100여 명의 일본인이 파견되어 대한제국의 모든 내정들을 철저히 감시하고 통제하였다. 이렇게되자, 대한제국 정부는 이름만의 정부일 뿐, 실권은 일본인들이나 친일 외국인등 고문관들이 장악하였다.
이 고문정치는 뒷날, 1905년 제2차 한일 협약으로 통감부가 설치되면서 이른바 '통감정치'로 바뀌었으며, 이로 인해 대한제국의 주권과 외교권은 완전히 상실되어, 친일 괴뢰정부화가 되어간다.

## 같이 보기
- 태프트-가쓰라 밀약(TKSA)
- 대한제국
- 러일전쟁
- 한일의정서
- 대한시설강령
- 윤치호
- 일본 제국
- 제1차 한일 협약
- 제2차 한일 협약
- 한일신협약
- 기유각서
- 한일병합조약
- 메카타 다네히로
- 더럼 스티븐스
- 장인환
- 전명운